# Oriol Paulí
Oriol Paulí Fornells (Girona, 20 de maio de 1994) é um basquetebolista profissional espanhol que atualmente joga no MoraBanc Andorra. O atleta possui 2,01m e pesa 84 kg, atuando na posição ala. 